# Tadeusz Lechnicki
Tadeusz Lechnicki (ur. 28 lutego 1892 w Serebryszczu, zm. 1 października 1939 w Janowie Lubelskim) – podpułkownik artylerii Wojska Polskiego, działacz niepodległościowy, kawaler Orderu Virtuti Militari, polityk OZN, wiceminister skarbu (1930–1936), poseł na Sejm V kadencji.

## Życiorys
Urodził się 28 lutego 1892 w powiecie chełmskim, w rodzinie Felicjana, właściciela dóbr Święcica i Serebryszcze, i Marii z domu Hempel. Jego przyrodnim bratem był Felicjan Lechnicki, poseł i senator RP. Uczęszczał do gimnazjów w Lublinie i Warszawie. W 1910 zdał maturę i rozpoczął służbę w wojsku rosyjskim. Później studiował w Wyższej Szkole Handlowej w Wiedniu, a w latach 1912–1914 w berlińskiej Akademii Handlowej. W 1911 wstąpił do Związku Młodzieży Polskiej.
Od lipca 1914 do 1 marca 1917 był oficerem w XV Korpusie artylerii rosyjskiej, później służył jako zastępca szefa wydziału mobilizacyjnego w I Korpusie w Rosji gen. Józefa Dowbor-Muśnickiego. W połowie marca 1919 w Lubomlu za zgodą dowódcy Frontu Wołyńskiego generała podporucznika Edwarda Śmigłego-Rydza zorganizował pluton artylerii konnej. W kwietniu został przetransportowany do wsi Hołoby, gdzie wszedł w skład grupy podpułkownika Jana Słupskiego. W maju wziął udział w walkach o Łuck, a po zajęciu miasta, wykorzystując zdobyte działa i konie, rozwinął swój pododdział do ram baterii złożonej z dwóch plutonów. 2 czerwca razem z baterią został przetransportowany na front galicyjski. W połowie sierpnia został przeniesiony do Warszawy, do dyspozycji Naczelnego Dowództwa. W kwietniu 1920 roku ponownie objął dowództwo swojej baterii, która w międzyczasie została przemianowana na 2 baterię 3 dywizjonu artylerii konnej. Wyróżnił się 5 czerwca w walce o wieś Ozierna. Od sierpnia 1919 dowodził jedną z sekcji Oddziału II Naczelnego Dowództwa. Na przełomie 1919/1920 z ramienia tego oddziału prowadził służbę wywiadowczą w Berlinie przez 8 miesięcy. W związku z obawą o dekonspirację w 1920 powrócił do kraju. W kampanii w 1920 uczestniczył jako porucznik artylerii konnej. Ciężko ranny w bitwie pod Hrubieszowem do służby wrócił w 1921, po kilkumiesięcznym pobycie w szpitalu kiedy objął szefostwo Sekcji Osad Wojskowych w Ministerstwie Spraw Wojskowych. Akcją osadnictwa kierował do 1923 kiedy, powołano go na szkolenie do Centralnej Szkoły Kawalerii, a w 1924 do 3 dywizjonu artylerii konnej.
3 maja 1922 roku został zweryfikowany w stopniu majora ze starszeństwem z dniem 1 czerwca 1919 roku i 11. lokatą w korpusie oficerów artylerii. 31 marca 1924 awansował na podpułkownika ze starszeństwem z dniem 1 lipca 1923 i 9. lokatą w korpusie oficerów artylerii. Z dniem 28 lutego 1925 został przeniesiony w stan nieczynny na 12 miesięcy bez prawa do poborów. Z dniem 1 marca 1928 został powołany ze stanu nieczynnego z równoczesnym oddaniem do dyspozycji komendanta kadry oficerów artylerii.
1 stycznia 1928 rozpoczął pracę w Ministerstwie Spraw Zagranicznych, w marcu tego roku został kierownikiem referatu niemieckiego w resorcie. W 1930 objął funkcję zastępcy naczelnika Wydziału Zachodniego MSZ. W związku z tym w 1930 prowadził polsko-niemieckie rozmowy na temat incydentów granicznych. Od 1932 był szefem Biura Ekonomicznego Prezydium Rady Ministrów Z dniem 30 listopada 1931 roku został przeniesiony z dyspozycji Ministra Spraw Zagranicznych w stan spoczynku. W 1934 roku pozostawał w ewidencji Powiatowej Komendy Uzupełnień Warszawa Miasto III. Posiadał przydział do Oficerskiej Kadry Okręgowej Nr I. Był wówczas „przewidziany do użycia w czasie wojny”.
W latach 1934–1936 był wiceministrem skarbu. Był także działaczem Centralnego Towarzystwa Organizacji i Kółek Rolniczych.
W 1938 został wybrany do Sejmu z okręgu nr 36. W izbie był przewodniczącym komisji spraw zagranicznych oraz komisji przemysłu i handlu. Był członkiem zarządu koła parlamentarnego Obozu Zjednoczenia Narodowego i Rady Naczelnej Obozu. 17 sierpnia 1939, w czasie zagrożenia wybuchem konfliktu zbrojnego, wygłosił w Oslo przemówienie podczas kongresu Unii Międzyparlamentarnej, w którym podkreślił, iż Polska pragnie pokoju, bo jest do niego przywiązana, lecz i gotowa jest do obrony. Jest autorem książek: „O jasny program i zwarte działanie. I. Rolnictwo” (1937), „Problem centralny. Uwagi programowe” (1938). Ożenił się z Hanną z domu Drecką, która w posagu wniosła gospodarstwo niedaleko Piask. Małżeństwo było bezdzietne.
Po agresji III Rzeszy na Polskę powrócił do służby wojskowej, był komendantem placu podczas obrony Twierdzy Brześć. Pod koniec września 1939 znalazł się w grupie pułkownika Zieleniewskiego. Pełnił funkcję oficera sztabu. 29 września 1939 roku w czasie szturmu na więzienie w Janowie Lubelskim został ciężko ranny. Zmarł 1 października w szpitalu. Pochowany na cmentarzu w Piaskach.

## Ordery i odznaczenia
- Krzyż Srebrny Orderu Wojskowego Virtuti Militari nr 3227 (1922)[14]
- Krzyż Komandorski z Gwiazdą Orderu Odrodzenia Polski
- Krzyż Komandorski Orderu Odrodzenia Polski – 11 listopada 1936 „za zasługi w służbie państwowej”[15]
- Krzyż Niepodległości – 24 października 1931 „za pracę w dziele odzyskania niepodległości”[16]
- Krzyż Oficerski Orderu Odrodzenia Polski (2 maja 1922)[17][18]
- Krzyż Walecznych (dwukrotnie: po raz pierwszy w 1922)[19]
- Złoty Krzyż Zasługi – 9 listopada 1931 „za zasługi w służbie dyplomatycznej”[20]
- Medal Pamiątkowy za Wojnę 1918–1921
- Medal Dziesięciolecia Odzyskanej Niepodległości
- Krzyż Kawalerski Orderu Legii Honorowej
- Medal Zwycięstwa